# Sent Felitz de Riutòrt
Sent Felitz de Riutòrt (en occità Saint-Félix-de-Rieutord) és un municipi francès situat al departament de l'Arieja i a la regió d'Occitània.